# Mossel (weekdier)

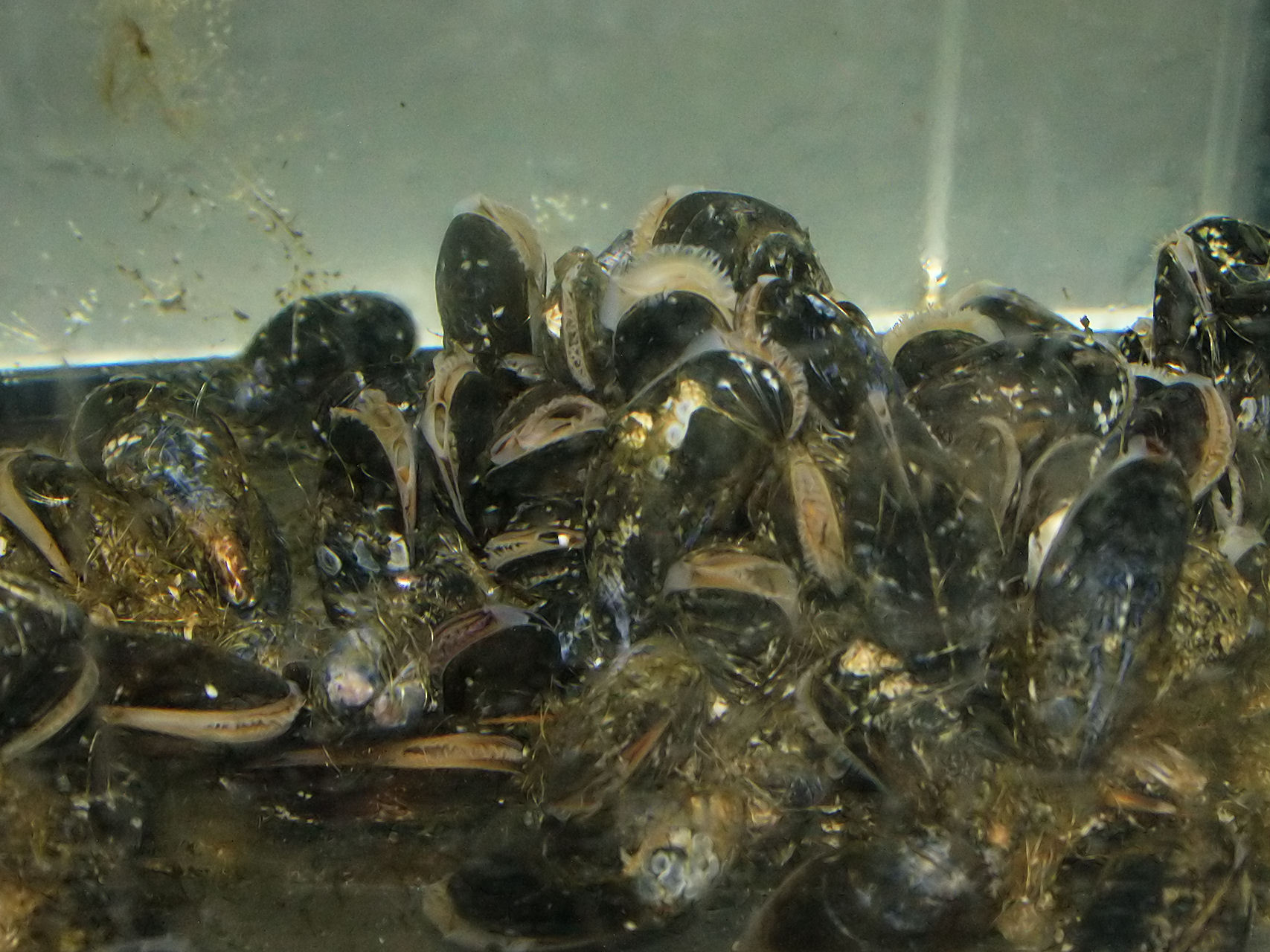
Levende mosselen

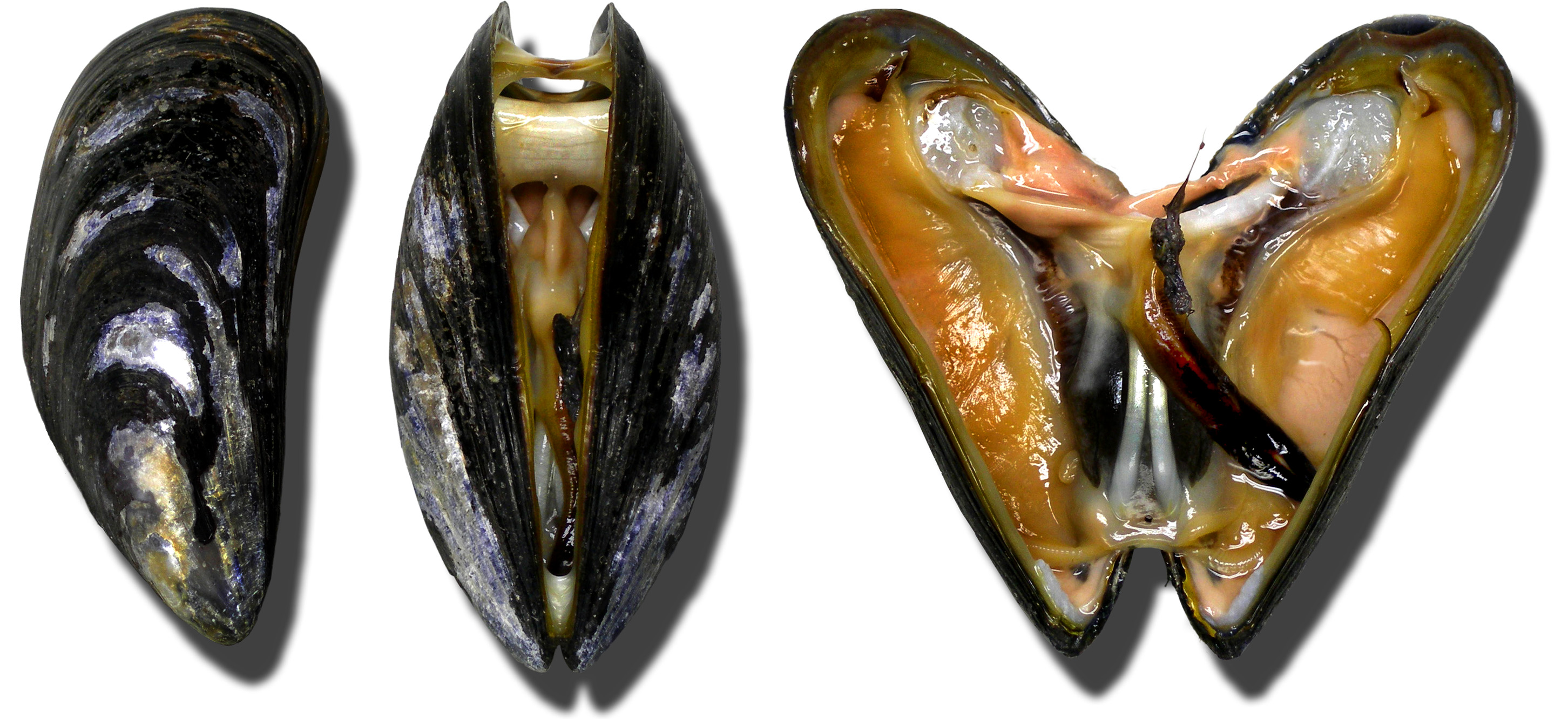
Mossel van de zijkant en open geklapt

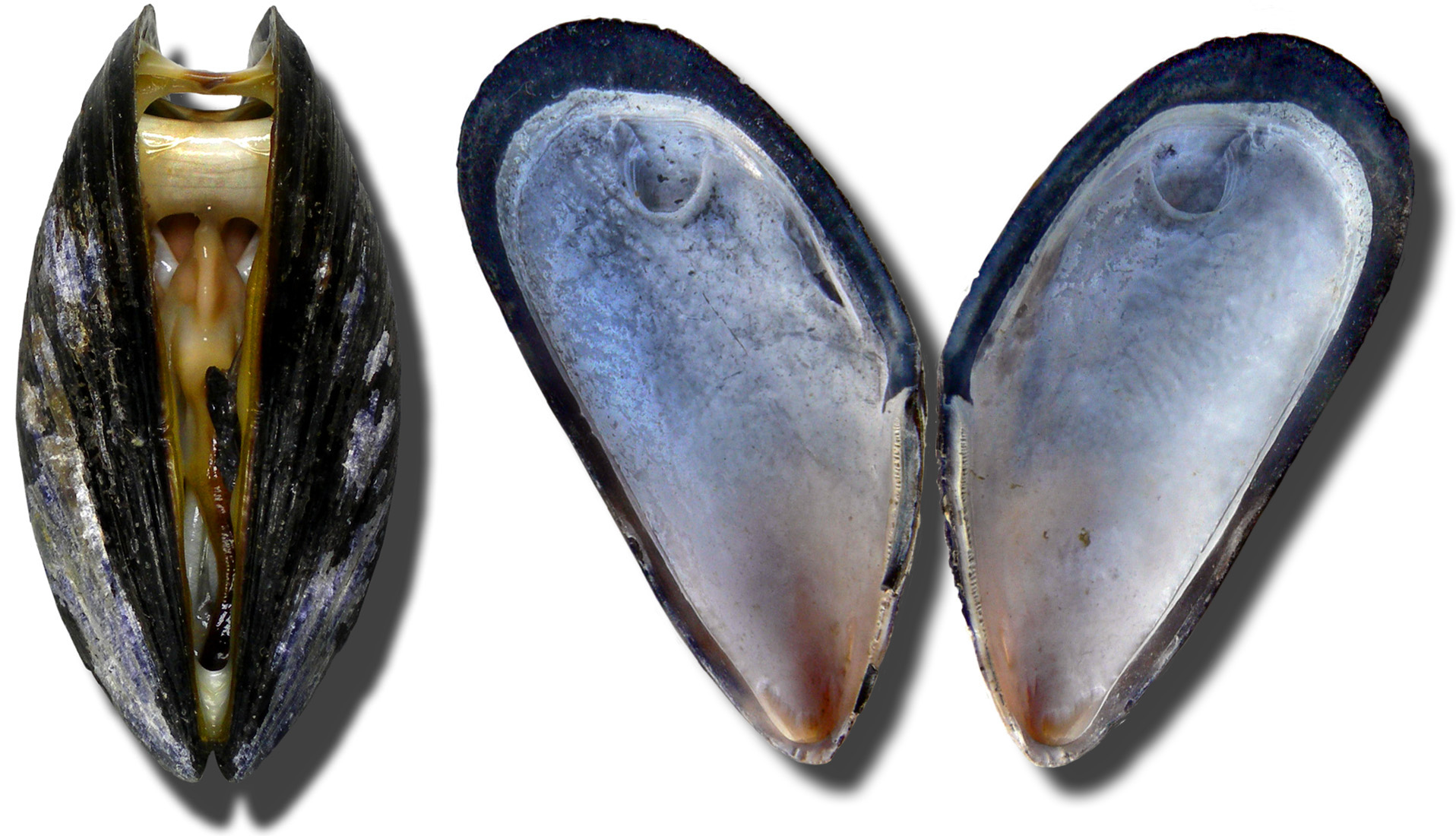
Mossel van de zijkant en leeg exemplaar

De gewone mossel (Mytilus edulis) is een in zee levend tweekleppig weekdier. De soort wordt ook wel eetbare mossel genoemd. Er bestaan ook zoetwatermosselen.

## Beschrijving

### Schelpkenmerken
De mossel heeft een langwerpig asymmetrisch driehoekige, betrekkelijk dunschalige maar stevige schelp. Er is een zeer onopvallend slot, bestaande uit enkele zeer kleine tandjes. De umbo ligt geheel bij de voorkant die spits is, de achterkant is afgerond.
De buitenkant van de schelp heeft een paarsblauwe kleur. Lichtere kleuren, geelbruin tot groen komen ook voor. In dat geval zijn vaak stralende blauwe tot donkerpaarse lijnen aanwezig. Schelpen van jonge dieren zijn geelachtig en licht doorzichtig. De 'huid' van de schelp (het periostracum) is zwart bij volwassen dieren.
De binnenzijde van de schelp is vanuit de bovenzijde van de schelp (de umbo) tot aan de mantellijn vaak bekleed met parelmoer. Tussen de mantellijn en de schelprand is de schelp paars gekleurd (of een beetje blauw).
Rechter en linker klep van hetzelfde exemplaar:

Rechter Klep
Linker Klep

var. flavida Locard

Rechter Klep
Linker Klep

### Kenmerken
Echte ademhalingsbuizen (sifonen) ontbreken, er is wel een in- en een uitstroomopening. De voetklier scheidt een uit eiwitten bestaande kleverige substantie af. Buiten de schelp verhardt deze substantie tot draden (byssusdraden) die zich aan het substraat hechten. Deze byssusdraden zijn taai en elastisch en hebben een zeer hoge sterkte waardoor de schelp stevig verankerd wordt.

### Voortplanting
Zoals bij de meeste tweekleppigen vindt de voortplanting buiten de dieren in het zeewater plaats. Min of meer gelijktijdig worden miljoenen eitjes en zaadcellen van vele volwassen dieren het water in gespoten. In het zeewater vindt de bevruchting plaats. Er ontstaat dan een larve met een planktonische levenswijze. De larven kunnen wel enigszins op eigen kracht door het water zwemmen, maar deze beweging is slechts van ondergeschikt belang. De larve gaat waar de zeestroming het dier heen voert, zoals dat met al het plankton het geval is. Na ongeveer een maand wordt de larvale schelp gevormd, die gedurende enige tijd verder aangroeit. De larvale schelp ziet er nog niet zo uit als die van de volwassen mossel. Na verloop van tijd wordt de schelp te zwaar voor een zwevende levenswijze en zakt het broed naar de zeebodem. Deze broedval is een kritieke fase, want het dier is afhankelijk van de geschiktheid van de plaats om zich met byssusdraden (de baard van een mossel) vast te kunnen hechten. Daarvoor leent een vaste ondergrond zich het best. Aangezien het dier nog maar 1,5 à 2 mm groot is, is de speelruimte niet groot: lange afstanden om een geschikte plaats op te zoeken kunnen niet worden afgelegd. De fase is verder kritiek, omdat ook op de zeebodem veel predatoren aanwezig zijn. Slechts een gering deel van de oorspronkelijke larvenpopulatie komt terecht op een geschikte plek en overleeft de eerste periode. Mosselen van ongeveer 1 centimeter zijn mosselzaad, wanneer de mosselen circa vier tot vijf centimeter groot zijn, zijn ze halfwasmosselen. Na ongeveer twee jaar zijn de mosselen zes tot zeven centimeter groot en geschikt voor consumptie.

### Habitat en leefwijze
De mossel leeft op een vast substraat (epibiont) omdat hij aanhechting voor de byssusdraden nodig heeft. Het substraat kan bestaan uit een stenen ondergrond, maar oude 
veenbanken en oude verharde kleibodems die op de zeebodem aanwezig kunnen zijn, voldoen ook. Daarnaast wordt gebruikgemaakt van andere organismen met een hard skelet, zoals grote schelpen. Dat kunnen ook soortgenoten zijn.
Door zijn stevige verankering door middel van de byssusdraden zijn mosselen in staat zich in zeer onrustig water te handhaven. De gestroomlijnde schelp helpt daarbij omdat het water er gemakkelijk langs stroomt en dus weinig grip op de schelp kan krijgen. Omdat het dier een weinig mobiele levenswijze heeft, is het niet in staat om zich tegen sedimentatie van zand en slib boven op de schelp te verweren door zich te verplaatsen. Daarom is een vestiging in onrustig water ook gunstig, omdat daarmee het substraat vrij van sediment gehouden wordt. Toch komt de mossel ook in zeer rustig water voor. Dergelijke biotopen moeten dan wel een heel geringe of liefst geheel afwezige sedimentatie hebben.
Een optimale habitat vormt de getijdenzone. De soort is in grote hoeveelheden, vaak dicht op elkaar, te vinden op rotskusten. Ook kunstmatige rotskusten, door mensen aangelegde dijken, vormen een goede habitat. Een plek waar mosselen vaak voorkomen, is de omgeving van de laagwaterlijn in een waddengebied. Op deze plaats kunnen zich mosselbanken vormen. Dit kunnen enorme opeenhopingen van levende en dode mossels zijn. De schelpen vormen het harde substraat voor jonge mosselen en op deze wijze kan zich een rifachtige structuur vormen, een mosselbank. Door de grote hoeveelheden pseudofaeces zetten de mosselen zelf slib af in en rond de mosselbank. De mosselen zelf zijn met byssusdraden aan elkaar vastgehecht. Zo kan zich een verschillende decimeters boven het wad uitstekend stabiel mosselrif vormen.
Een mossel kan bij eb ongeveer zes uur boven water blijven. Veel langer wordt niet verdragen, dan treedt sterfte op. Tijdens de emersieperiode houdt een sluitspier de schelp toe om uitdroging te voorkomen. Bij vloed staat de mossel onder water, de sluitspier ontspant en de kleppen openen zich om voedsel uit het water te filteren. Een mossel kan 18 tot 24 jaar oud worden.

### Voeding
De mossel is een filtervoeder. Het enige wat hij hoeft te doen is zijn huisje openen. Door de instroomopening wordt water naar binnen gezogen en door de uitstroomopening spuit het dier het water weer naar buiten. Ondertussen komt het water voorbij een rij kieuwen, meer specifiek bladkieuwen (ctenidia). Die halen uit het voorbij stromende water zuurstof (O2) en voedsel. Het water wordt door ciliën op de kieuwen voortgeduwd. Deze ciliën nemen het voedsel op en verplaatsen het naar een slijmlaag, die dan de voedseldeeltjes naar de maag brengt. Het voedsel van de mossel bestaat voornamelijk uit plankton. Ander zwevend stof, zoals slib, wordt ook uit het water gefilterd.
Verteerd en onverteerbaar materiaal wordt in pakketjes van pseudofaeces uitgeworpen. Zo kunnen enorme hoeveelheden slib door mosselen uit het water worden gehaald en vastgelegd.
Mosselen kunnen door het opnemen van giftige stoffen of algen die giftige verbindingen produceren, zelf ook giftig worden. Hier hebben ze zelf tot op zekere hoogte geen last van, maar consumptie door dieren (inclusief de mens) die hoger in de voedselketen staan kunnen door een cumulatief effect wel schade ondervinden.

### Natuurlijke vijanden

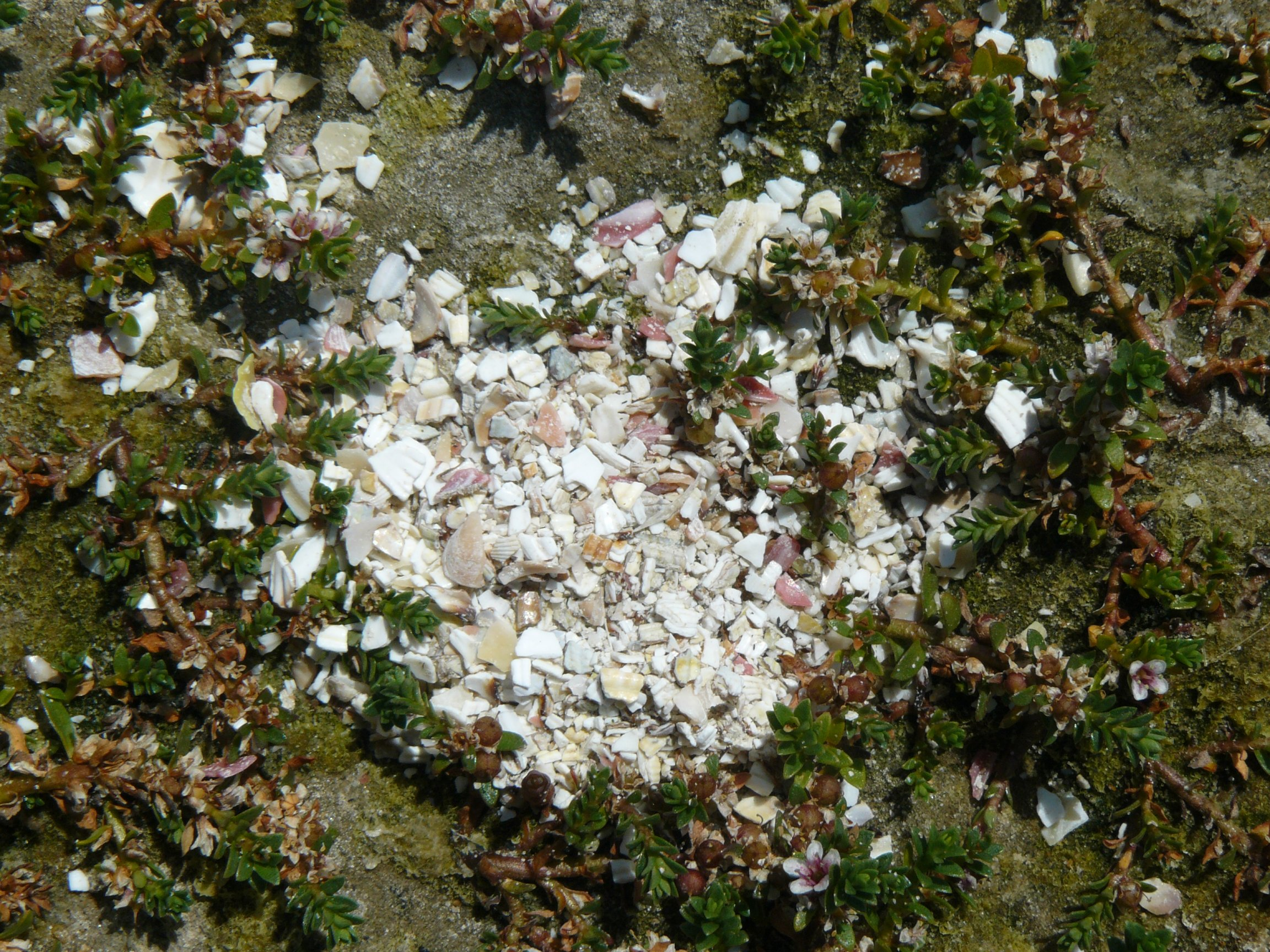
Onverteerde mosselfragmentjes in een uitgebraakte meeuwenmaaltijd; de roze fragmentjes zijn van de mossel

De belangrijkste natuurlijke vijanden van de mossel zijn waadvogels, zoals de scholekster, de eidereend en de zee-eenden. Bij laag water zoekt de scholekster de mosselen op en verbrijzelt ze of wrikt ze met haar snavel open. Daarnaast zijn zeesterren ondanks hun trage beweging geduchte roofdieren. Een zeester kruipt op de mossel en trekt met haar armen de twee schelpdelen van elkaar. De armen van de zeester zijn voorzien van vele kleine zuignapjes aan de onderzijde. Die zuigen zich vast aan de schelpen van de mossel en oefenen zo een trekkracht op de schelp uit. De zeester hoeft verder geen inspanning te leveren aangezien de zuignapjes een constante kracht uitoefenen. Zoals elk schelpdier moet de mossel om de schelp dicht te krijgen zijn sluitspier gebruiken. Het dichthouden van een schelp kost dus ook zonder een aanval van een zeester al energie. Als daar de trekkracht van de zeester bovenop komt, raakt de mossel dan ook betrekkelijk snel moe. Zodra de mossel de schelp iets opent, spuit de zeester zijn maagzuur naar binnen. De mossel trekt zijn schelp weer dicht maar wordt nu al deels verteerd door de zure sappen van de zeester. Het duurt dan niet lang meer voordat de stervende mossel zijn schelpdelen weer opent en door de zeester verder verteerd en opgeslurpt wordt. Een lege schelp blijft over.
Een derde vijand van de mossel is de vleesetende slak, zoals de tepelhoorn. De tepelhoorn boort een gaatje in de schelp met zijn rasptong of radula, die bezet is met tandjes. Daarna wordt de inhoud door het gaatje opgelost en leeggezogen en blijft de mosselschelp leeg achter.
Een nieuwe bedreiging is de Japanse oester; deze exoot maakt gebruik van hetzelfde substraat als de mossel, maar filtert bovendien ook de mossellarven mee uit het water en eet die op.
De mens is ook een vijand van de mossel, omdat de vangst schade toebrengt aan de populaties. Dit speelt minder mee bij gekweekte mosselculturen.

### Voorkomen en kweek
De mossel is een van de meest algemene diersoorten aan de Nederlandse en Belgische kust.
In Nederland komen kweekmosselen onder andere voor in twee gebieden: de Oosterschelde en de Waddenzee, waarbij op dit moment de Waddenzee de grootste producent is van kweekmosselen, ook wel mosselzaad genoemd. Ook aan de Hondsbossche Zeewering, de pieren van IJmuiden, Hoek van Holland en verder op de basalten zeeweringen langs de kust komt mosselzaad voor. De vishandel spreekt in de beide eerste gevallen van Zeeuwse mosselen omdat alle Nederlandse mosselen voor consumptie in de Oosterschelde verwaterd (zandvrij gespoeld) worden. Door vervuiling van randzeeën als de Noordzee is de natuurlijke populatie de afgelopen honderd jaar met circa 70% afgenomen.
Voor de Belgische Kust startte de Colruyt Group in januari 2022 de voorbereidingen voor een eerste commerciële zeeboerderij met mossellijnen in hangcultuur. De gemeente Nieuwpoort was tegen het project gekant, vanwege mogelijke nadelen voor de kustvisserij en de jachthaven.

### Fossiel voorkomen
In het Noordzeegebied is de mossel sinds het Boven Plioceen bekend. Overigens behoort een groot deel van de oudere fossielen (Plioceen en Onder Pleistoceen) tot Mytilus trossulus. Dit is een verwante soort met een huidige verspreiding die noordelijker is dan die van de gewone mossel.

### Herkomst
De mossel behoort met een aantal andere weekdieren tot een groep van soorten die een oorsprong in de Grote Oceaan hebben. Er wordt aangenomen dat deze soorten vanaf het vroeg Plioceen via de Beringstraat naar de Atlantische Oceaan zijn gemigreerd. De mossel behoort tot de middengroep van gearriveerde soorten. Tot deze Pacifische groep behoren onder andere ook de strandgaper, de uitgestorven Acila cobboldiae, het nonnetje, de wulk, alikruik en purperslak.

## Verhouding tot de mens

### Etymologie
Mytilus van Mutilus wat mossel betekent; edulis betekent zowel eetbaar als smakelijk.

### Consumptie

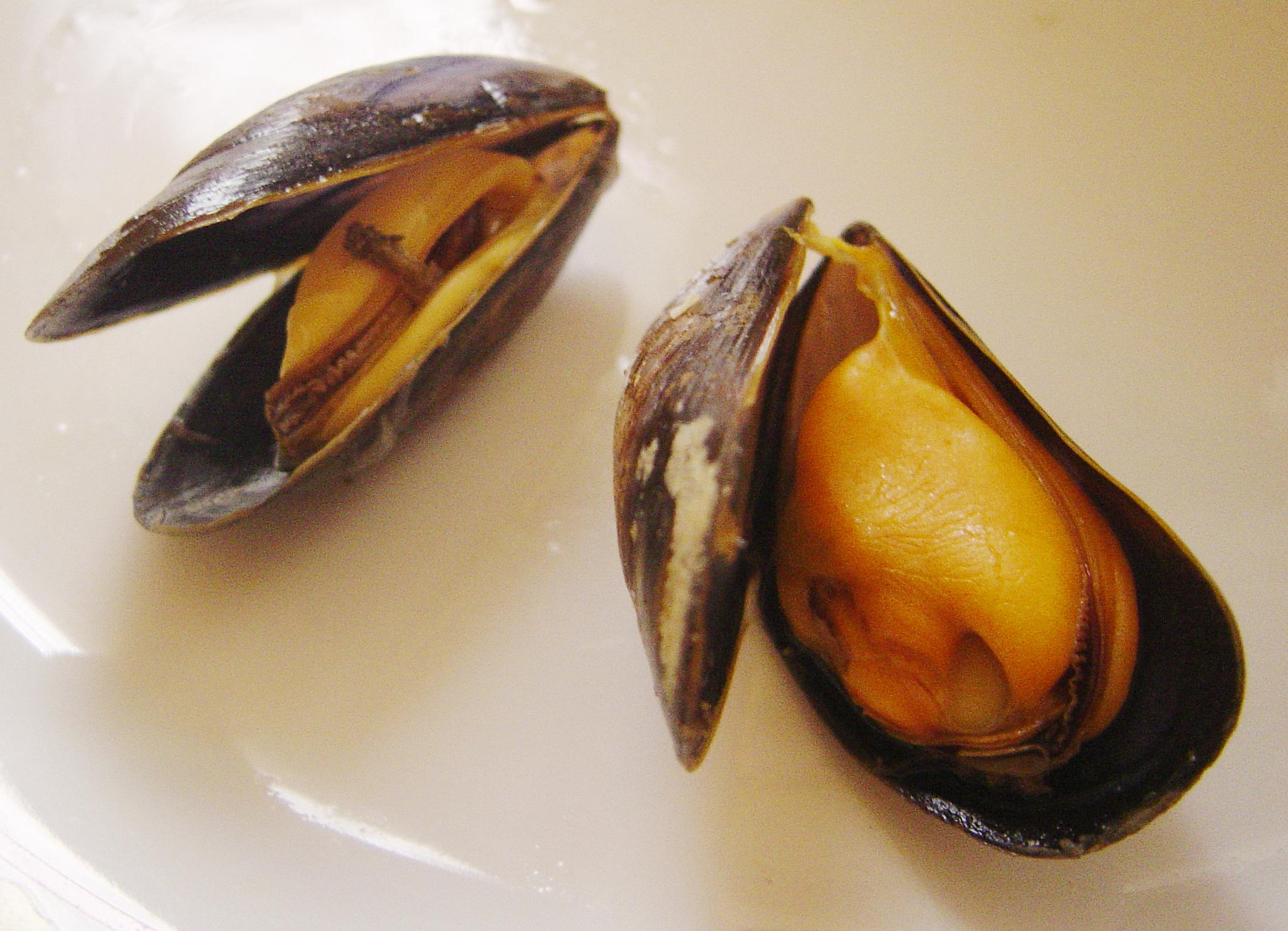
Gekookte mosselen

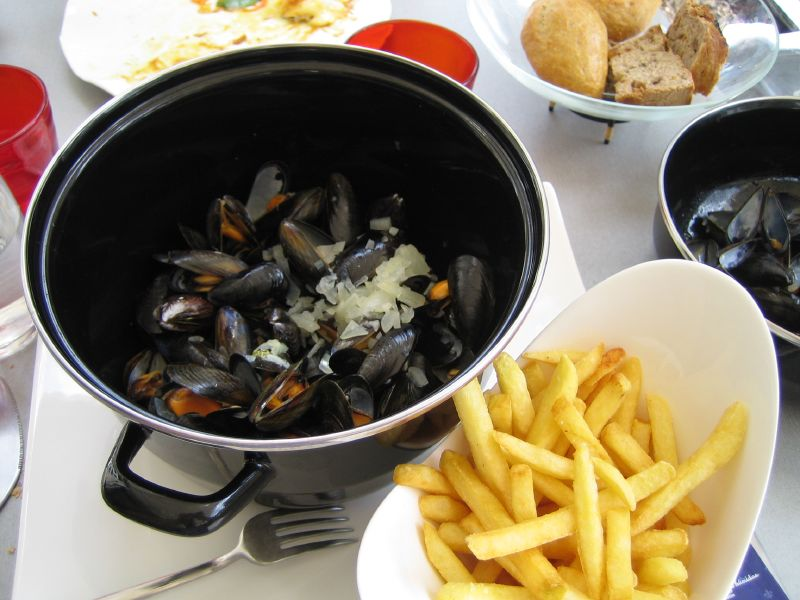
Mosselen met friet

Mossels zijn als zeevrucht een bekend ingrediënt, ze bevatten eiwitten, mineralen, vitamines, fosfor, ijzer, 
jodium en seleen. Met 2,5% is het vetgehalte te verwaarlozen. Honderd gram gekookt mosselvlees levert 70 kcal. Voor consumptie worden vijf gewichtsklassen onderscheiden, aflopend van groot naar klein zijn dat: Goudmerk, Jumbo, Imperiaal, Super en Extra.
Het mosselseizoen loopt van half juli tot half april, dus niet alleen tijdens maanden met een r zoals vroeger wel beweerd werd. Ook buiten het mosselseizoen zijn mosselen te koop, dit zijn echter diepgevroren of geïmporteerde mossels. De Nederlandse mosselproductie lag in 2009 rond de 70.000 ton.
In België en Nederland worden mosselen doorgaans met frieten gegeten (moules-frites), in Nederland ook wel met brood en sauzen. Het plaatsje Philippine in Zeeuws-Vlaanderen is een geliefde plek voor mosseleters, er staat daar een aantal mosselrestaurants en een (druipend) mosselmonument. De tot voor kort enige mosselveiling van Europa staat in Yerseke, recent wordt de Vlaamse mossel uit hangmosselcultuur in Oostende geveild. De met name in België en Nederland populaire Zeeuwse mossel wordt grotendeels verhandeld in Yerseke.
Sommige mensen zijn overgevoelig voor de eiwitten van de mossel, wat kan leiden tot huidirritatie en misselijkheid. Mensen met een lichte allergie voor mosselen zullen daar alleen last van hebben bij het begin van het seizoen, later in het seizoen loopt het eiwitpercentage terug. Volgens een fabeltje is het niet verstandig is om mosselen te eten tijdens de zwangerschap. Hoewel mosselen in het verleden vanwege de slechtere koeltechnieken minder goed bewaard konden, is dat achterhaald. Gekookte mosselen en mosselen uit blik kunnen tijdens een zwangerschap veilig gegeten worden.
Verpakte mosselen krijgen soms een “biolabel”, maar volgens critici voldoen alle Belgische en Nederlandse mosselen aan de “bio-vereisten”. Anderzijds is de mosselkweek vaak (zee)milieuverstorend.